# Kāmākhyānagar
Kāmākhyānagar är en ort i Indien.   Den ligger i distriktet Dhenkānāl och delstaten Odisha, i den östra delen av landet, 1 200 km sydost om huvudstaden New Delhi. Kāmākhyānagar ligger 67 meter över havet och antalet invånare är 15 818.
Terrängen runt Kāmākhyānagar är platt åt sydost, men åt nordväst är den kuperad. Runt Kāmākhyānagar är det ganska tätbefolkat, med 207 invånare per kvadratkilometer. Det finns inga andra samhällen i närheten. Omgivningarna runt Kāmākhyānagar är en mosaik av jordbruksmark och naturlig växtlighet.